# 両手絞
両手絞（りょうてじめ）は、柔道の絞技12本の1つである。講道館や国際柔道連盟 (IJF) での正式名。IJF略号RYJ。別名両手結（りょうてむすび）、両手詰（りょうてづめ）、握絞（にぎりじめ）。

## 概要
その名の通り、両手で相手の襟を掴んで頸部を絞める技。前から、両手で奥襟を握り、頸部を絞める。拳を襟に巻き付ける様に引くことで、力が入りやすくなり、より強力になる。
基本形は立ち姿勢で正対した位置から両手だけで絞める。親指を受の上衣の中にして両拳を逆手にし相手の上衣越しに相手の頸部に両正拳部または両小指側を当て相手の頸動脈などを絞める。別名襟絞（えりじめ）。「襟絞」は突込絞の別名にもある。

## 変化

### 指絞
指絞（ゆびじめ）は親指を受の上衣の中にして両親指の側面で絞める両手絞。

### 裏襟絞
裏襟絞（うらえりじめ）は4本指を相手の上衣の中にして順手、両正拳で直接、相手の頸動脈などを絞める両手絞。

### 蟹絞
蟹絞（かにじめ）は両脚を閉めて自身の両拳を押しての両手絞。ガードポジションから自分の両脚を上げ、膝の辺りで相手の首を挟むようにし、膝で自身の両拳を抑える。この時、自分の両脚で相手の肩を抑え、絞めている両手を手前に引くと、両手と両脚の引き合う力による反発力によって、反作用を使う事が出来る。これによって、同時に、相手が前に倒れて逃げようとするのを防ぐ事が出来る。両手で絞める動作に加えて、相手を自分の両脚で抑えながら、相手の自由を奪うと、より効果的に絞めることが出来る。両足首を絡めて行う場合もある。これを脚のみでやると、足挟みの反則となる。

### 上四方挟
上四方挟（かみしほうばさみ）は両脚で受の頭部を固定した両手絞。立ち姿勢から右手を受の左横襟、左手を受の右横襟を4本指中で取り、両拳を受の頸部に押し付け、座りながら頭部を受側に向け上四方固の下のような状態になり、両脚を振り上げて受の頭部を挟み制し、両手で絞める。記録映画『柔道の真髄 三船十段』での突込絞に似た形態である。国際ルール2018年版では絞技において、この技の様に直接、両脚で頭部の固定を補うことは指導の反則となった。2017年版ではこの規定はなかった。しかし、全日本柔道連盟作成の『2018年～2020年国際柔道連盟試合審判規定』の日本語版にもこの記載は追加されなかった。

### 海老絞
海老絞（えびじめ）はガードポジションの上から受の両脚の腿裏に両手を入れて両脚を抱え上げ、両腕を伸ばして受の両横襟を取り胸で押して臀部を制し受の体を海老状にし、両手をひきつけ呼吸を圧迫する。「巴挫」に似た技である。別名提灯潰（ちょうちんつぶし）。また、柔道家の川石酒造之助の自著では「海老絞」というと片脚担ぎからの並十字絞である。

### 胸落
胸落（むねおとし）はニーオンベリーでの両手絞。仰向けの相手の右に付き両手で相手の両襟を持ち、左膝を立て右膝を相手のみぞおちあたりを抑え押し、両手を引いて絞める両手絞。